# 哈特福德大學
哈特福德大學（英語：University of Hartford）是位於美國康涅狄格州西哈特福德的一所私立大學。主校區從西哈特福德一直延伸到附近的哈特福和布盧姆菲爾德。

## 历史
它由當地的幾所學校在1957年合併而成，2018年《美國新聞與世界報道》將其列在美國國內第194位。

## 外部連接
- 官方网站
- 大學體育（页面存档备份，存于）
- The Informer – 學生報

41°48′03″N 72°42′50″W / 41.800911°N 72.714021°W